# Galomaro

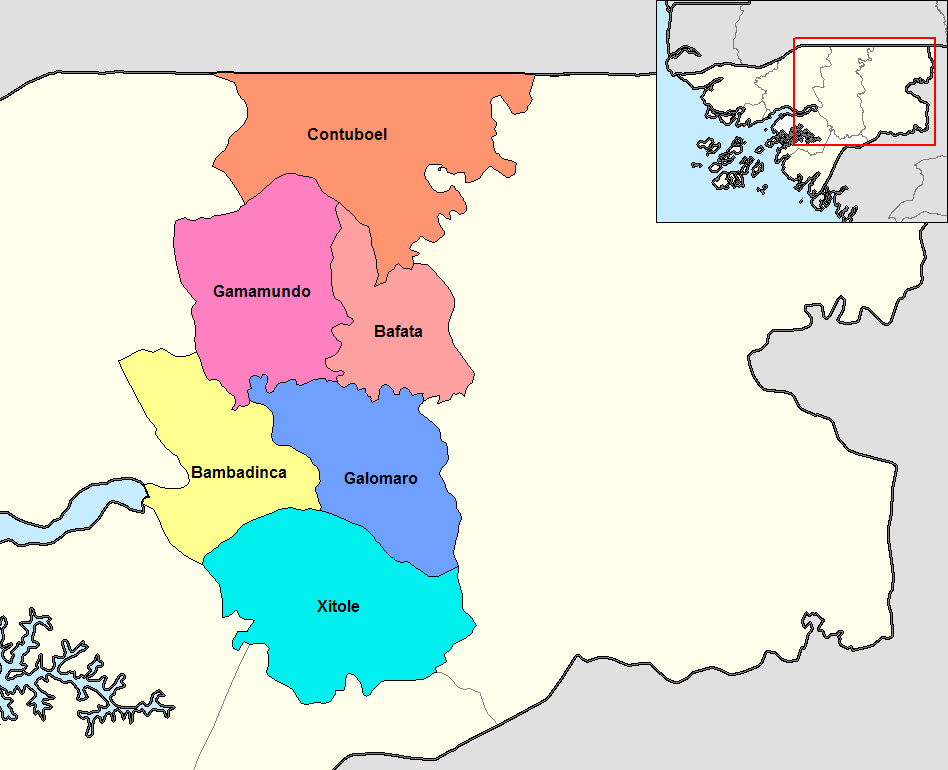
Mapa com os setores da região de Bafatá, em Guiné-Bissau

Galomaro é um sector na região de Bafatá da Guiné-Bissau.